# Wapen van Péruwelz
Het wapen van Péruwelz is het gemeentelijke wapen van de Henegouwse gemeente Péruwelz. Het wapen werd in 1858 toegekend en is in 1985 bij de gelijknamige fusiegemeente bevestigd.

## Geschiedenis
Péruwelz kwam voor het eerst voor op een akte geschreven door Odo van Doornik. Een eerste wapen van de heren van Péruwelz, het was een van de 44 baronieën in Henegouwen, werd omstreeks 1285 gebruikt en toont een geschakeerd schild. In 1588 werd het wapen op een kaart van Henegouwen afgebeeld als goud met rood, in plaats van zilver en zwart. Aan het eind van de 18e eeuw verscheen het wapen ook op de schepenzegels. Op 8 oktober 1858 kreeg de stad Péruwelz het bestaande wapen toegekend. In 1977 fuseerden 10 gemeenten, waaronder de oude gemeente Péruwelz, tot een nieuwe gemeente Péruwelz. De nieuwe gemeente kreeg in op 16 oktober 1985 het oude wapen toegewezen.

## Blazoenering
De eerste blazoenering luidde als volgt:
Echiqueté d'argent et de sable, de cinq tires, l'écu sommé d'une couronne à sept perles, pour support un lion d'or armé et lampassé de gueules, posé à senestre de l'écu.

Nederlandse vertaling: Geschakeerd van zilver en sabel, van vijf banen, het schild gekroond van een kroon met zeven parels, gehouden door een leeuw van goud, genageld en getongd van keel, geplaatst ter linkerzijde van het schild.
Het wapen bestaat uit een schild met daarop een schaakbordmotief van zilveren en zwarte velden. Het motief is vijf rijen hoog en vier rijen breed. Op het schild staat een gouden kroon met zeven parels op de rand. Een gouden leeuw met rode tong en nagels staat links van het schild als schildhouder.
De tweede blazoenering luidt als volgt:
Echiqueté d’argent et de sable de cinq tires; l’écu sommé d’une couronne à sept perles et supporté à senestre par un lion d’or, armé et lampassé de gueles.

Nederlandse vertaling: Geschakeerd van vijf lagen zilver en zwart; het schild getopt door een kroon van zeven parels en links als schildhouder een gouden leeuw, met rode nagels en tong.
Het wapen is gelijk aan dat uit 1858.